# Turneja
Pour plus de détails, voir Fiche technique et Distribution.
Turneja (Турнеја) est un film serbe réalisé par Goran Marković, sorti en 2008.

## Synopsis
En 1993, durant la guerre de Bosnie-Herzégovine, un groupe d'acteur commence une tournée dans la République serbe de Krajina.

## Fiche technique
- Titre : Turneja
- Titre original : Турнеја
- Réalisation : Goran Marković
- Scénario : Goran Marković
- Musique : Zoran Simjanović
- Photographie : Radoslav Vladic
- Montage : Snezana Ivanovic

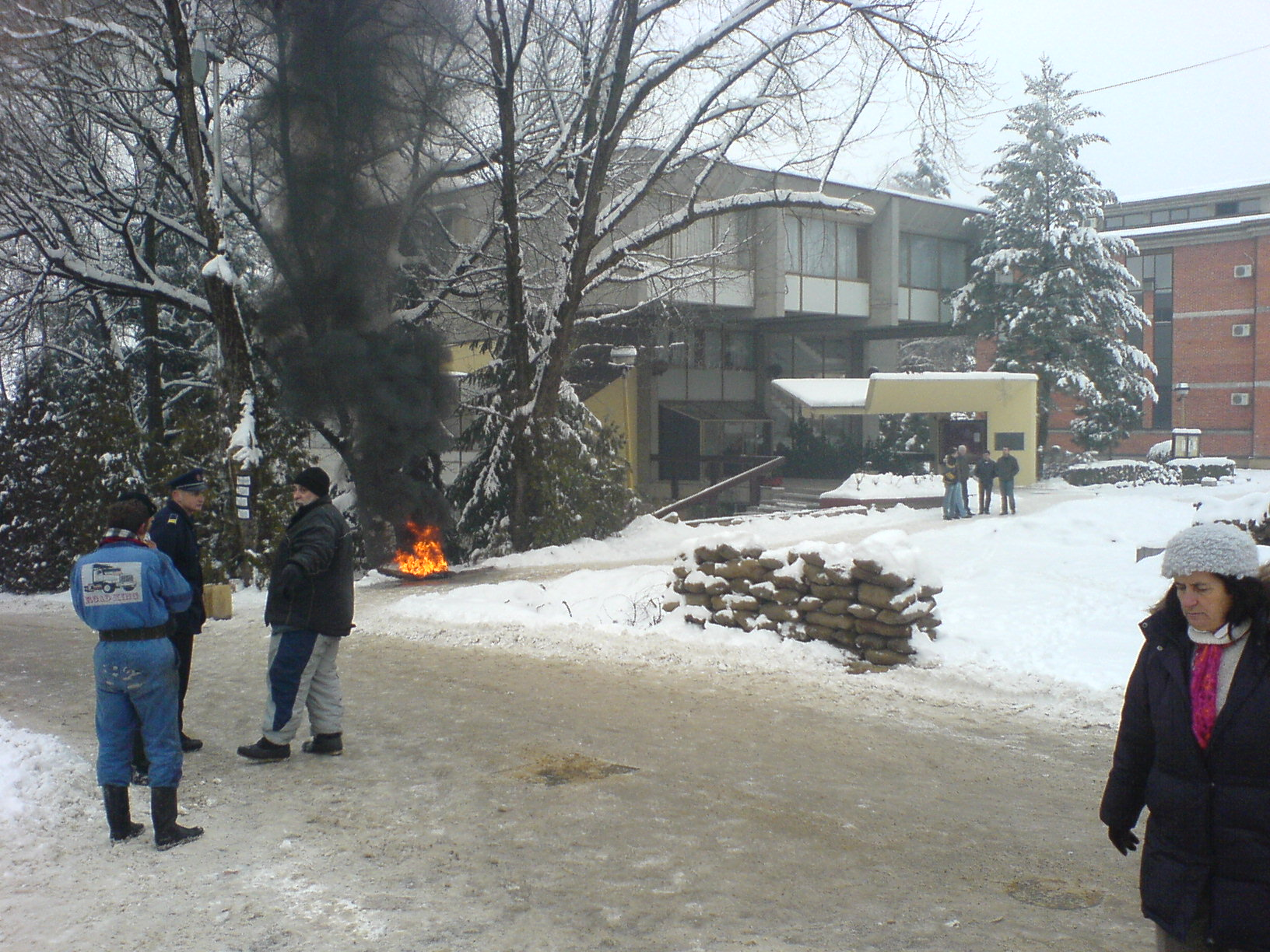
Photo de tournage.

- Production : Svetozar Cvetkovic et Tihomir Stanic
- Société de production : A Atalanta, Balkan Film, Fos Film et Testament Film
- Pays :  Serbie,  Bosnie-Herzégovine,  Croatie et  Slovénie
- Genre : Action, aventure, comédie et guerre
- Durée : 102 minutes
- Dates de sortie : 
  -  Serbie : 8 octobre 2008

## Distribution
- Tihomir Stanic : Stanislav
- Jelena Djokić : Jadranka
- Dragan Nikolić : Misko
- Mira Furlan : Sonja
- Josif Tatic : Zaki
- Gordan Kicic : Lale
- Slavko Štimac : Djuro
- Vojislav Brajović : Ljubic
- Sergej Trifunović : Vodja « Pantera »
- Emir Hadzihafizbegovic : Danilo
- Svetozar Cvetkovic : Hirurg

## Distinctions
Le film a reçu le prix Nova au festival du cinéma méditerranéen de Montpellier. Il a également reçu le prix du meilleur réalisateur et le prix FIPRESCI au festival des films du monde de Montréal et le prix du public au festival international du film de Thessalonique.